# Вулиця Шкрібляків
Вулиця Шкрібляків — вулиця у Франківському районі міста Львова, в місцевості Кульпарків. Сполучає вулиці вулиці Івана-Теодозія Куровця та Григорія Грабянки.

## Історія та забудова
Вулиця прокладена у середині XX століття, у 1954 році отримала назву вулиця Бутурліна, на честь Василя Бутурліна, російського військового діяча, соратника Богдана Хмельницького. Сучасна назва походить з 1991 року, на пошану гуцульської родини Шкрібляків, різьбярів по дереву XIX—XX століть.
Вулиця забудована типовими двоповерховими конструктивістськими садибами 1930-х років та одноповерховими приватними будинками 1950-х років.